# Saroglossa spiloptera
El estornino alipinto (Saroglossa spilopterus) es una especie de ave paseriforme de la familia Sturnidae propia del subcontinente indio.

## Distribución y hábitat
Se reproduce en el norte de India y oeste de Nepal, y pasa el invierno en el noreste de India, noreste de Bangladés y Birmania. Su hábitat natural son los bosques bajos húmedos tropicales y los bosques montanos húmedos tropicales. 